# フロンサック
フロンサック(Fronsac)は、フランス南西部、ヌーヴェル＝アキテーヌ地域圏ジロンド県にある人口1000人あまりのコミューンである。
地区名AOCワイン、フロンサックAOCを産出する。

## 人口統計
| 1962年 | 1968年 | 1975年 | 1982年 | 1990年 | 1999年 | 2006年 |
| ------ | ------ | ------ | ------ | ------ | ------ | ------ |
| 1230   | 1155   | 1129   | 1170   | 1067   | 1042   | 1036   |

参照元:INSEE

## 姉妹都市
- パジアーノ・ディ・ポルデノーネ、イタリア